# Nehawka
Nehawka es una villa situada en el condado de Cass, Nebraska, Estados Unidos. Tiene una población estimada, a mediados de 2023, de 173 habitantes.

## Geografía
La localidad está ubicada en las coordenadas 40°49′47″N 95°59′27″O / 40.82972, -95.99083 (40.829651, -95.990822). Según la Oficina del Censo, tiene una superficie de 0.63 km², correspondientes en su totalidad a tierra firme.

## Demografía
Según el censo de 2020, en ese momento había 173 personas residiendo en la localidad. La densidad de población era de 274.60 hab./km². El 94.2% de los habitantes eran blancos, el 1.2% eran afroamericanos, el 0.6% era asiático y el 4.0% eran de una mezcla de razas. Del total de la población, el 1.2% eran hispanos o latinos de cualquier raza.